# Ensete homblei
Ensete homblei là một loài thực vật có hoa trong họ Musaceae.

## Lịch sử phân loại
Loài này được Émile Auguste Joseph De Wildeman (1866-1947) mô tả khoa học đầu tiên năm 1912 dưới danh pháp Musa homblei, theo thông tin mà Joseph Charles Bequaert (1886-1982) gửi cho ông ngày 2 tháng 7 năm 1912. Trong bài báo năm 1947 (in năm 1948), Ernest Entwistle Cheesman chuyển nó sang chi Ensete.

## Từ nguyên
Tính từ định danh homblei là để vinh danh nhà nông học kiêm nhà sưu tập thực vật người Bỉ Henri Homblé (1883-1921), một trong những nhà sưu tập thực vật đầu tiên tại khu vực Katanga ở đông nam Congo thuộc Bỉ (nay là Cộng hòa Dân chủ Congo) giai đoạn 1911-1913. Homblé thu thập một vài mẫu của loài này trong tháng 5 năm 1912, sau mẫu vật đầu tiên do ông Claessens (khi đó là giám đốc Cục Dịch vụ Nông nghiệp ở Katanga) vào đầu năm 1912.

## Phân bố
Loài bản địa từ đông nam Cộng hòa Dân chủ Congo tới miền bắc Zambia.